# Казенний Майдан
Казе́нний Майда́н (рос. Казённый Майдан, ерз. Казённый Майдан) — село у складі Ковилкінського району Мордовії, Росія. Адміністративний центр Казенно-Майданського сільського поселення.

## Географія
Розташоване на річці Чулалей, за 30 км від районного центру і залізничної станції Ковилкіно, за 185 км від Саранська.

## Походження назви
Будний стан (майдан, гарт), підприємство з виробництва поташу, смоли, дьогтю, деревного вугілля, селітри і село при ньому. Будні стани були поширені в Росії в 17 ст. У XVII і XVIII століттях, у період розвитку будного виробництва, з'являється безліч населених пунктів з термінами буда, майдан (місця будного виробництва) і гарт (шлаки будного виробництва). До числа таких відносяться Буди, Сосновий Гарт, Шейн-Майдан, Казенний Майдан та інші.

## Історія
За матеріалами Центрального архіву давніх актів Москви датою першої згадки про село Казенний Майдан вважається 1680 рік. Його населення займалося видобутком поташу і належало державі. В актовому документі повідомляється, що земля до Майдану була куплена в 1681 році у мордви думним дяком Аверкієм Степановичем і дяком, його сином, Яковом Аверкієвичем Кириловим.
У 1681 році за царським указом відписаний в казну. Майдан, поташний завод був побудований в казенному лісі пізніше 1681 року. В архієрейських документах за 1780 рік повідомляється, що Казенний Майдан був заведений на землі, а саме до Чистополянської буди, купленої у мордви Темниковського повіту села Бранчеєвка у тяглової мордви села Лухма, Шадим, Вечкеніно, Козеєво у Шатського новоохрещеного Якова Тюменєва.
В 1789 році зазначені всі будні заводи, у тому числі і згадані вище Чистополянський, Козеєвський і Шуварлеєвский з іншими лісами, відписано на його Імператорську Величність, у яких лісах і вироблялася поташня робота, а на галявинах косилася трава для волів і готувалося сіно. У 1764 році будникам була дана земля. З самого свого виникнення і до 1781 року Казенний Майдан був у складі Ново-Ломовського повіту, а з 1781 року — Наровчатського повіту. Село Казенний Майдан показано у складі Наровчатського округу Пензенського намісництва, село мало 130 дворів і 589 душ.
У 1843 році в селі відкрито початкову школу. Перші поселенці селилися по річці Чумарлей. Від колишнього русла залишився яр, який тягнеться по селу до річки Сеїтьма, огинаючи храм Преображення Господнього, побудованого в 1820 році. В 1846 році відкрита церковно-парафіяльна школа. У 1903 році царське земство Наровчатського повіту побудувало лікарню, в 1905 році була зведена школа при храмі Преображення Господнього, відкриті двоє дитячих ясел, у грудні 1918 році — хата-читальня, в 1924 році в селі організована перша сільгоспартіль.

## Населення
Населення — 305 осіб (2010; 377 у 2002).
Національний склад станом на 2002 рік:
- росіяни — 86 %

## Господарство
В сучасному селі знаходиться:
- фізкультурно-оздоровчий комплекс;
- бібліотека;
- Будинок культури;
- відділення зв'язку;
- дільнична лікарня;
- 4 крамниці;
- комунальна контора;
- аптека;
- Відділення ощадбанку 4306/70 с.
- пам'ятник загиблим в роки Німецько-радянської війни.

У селі Казенний Майдан знаходиться церква Преображення Господнього. Про перші храми звісток не збереглося; відомо, що вони були дерев'яні. В 1820 році майданці побудували замість старої церкви нову кам'яну, освячену в ім'я Преображення Господнього. В 1830-их закінчилося зведення трапезної з двома приділами, освяченими на честь Володимирської ікони Божої Матері та в ім'я святих Безсрібників Косьми і Даміана. Храм зберігся і в наш час відновлюється. За оцінкою фахівців, це один з найцікавіших архітектурних пам'яток епохи пізнього класицизму.